# Charles Vanden Wouwer
Charles Vanden Wouver, teljes nevén Charles Joseph Vanden Wouwer vagy van den Wouver (Antwerpen, 1916. szeptember 7. – halálozási dátum ismeretlen), Angliában született belga labdarúgó, középpályás.

## Karrierje
Vanden Wouver teljes játékoskarrierjét egyetlen csapatban, a Beerschot AC-ban töltötte, amellyel kétszer, 1938-ban és egy évvel később bajnoki címet szerzett. 1950-ben, tizenhét év után, 263 összecsapással és 57 góllal a háta mögött vonult vissza.
A belga válogatottal részt vett az 1938-as vb-n, ahol egy összecsapáson játszott. A nemzeti csapatban összesen nyolc mérkőzése és két gólja van.

## Sikerei, díjai
- Belga bajnok: 1938, 1939